# Edmund Schlink
Edmund Schlink (Darmstadt, 1903-1984) va ser un important teòleg luterà alemany en el modern moviment ecumènic, especialment en el Consell Mundial d'Esglésies. Per haver iniciat la seva carrera en l'època de l'ascens de Hitler al poder a Alemanya, la vida, teologia i testimoniatge de Schlink en Crist, van ser formats pel que ell ha anomenat de «gràcia en el judici de Déu».
Schlink va completar dos doctorats: el primer en psiquiatria a Marburg el 1927 i el segon en teologia sota la guia de Karl Barth a Münster el 1934. Ell també ha completat la formació habitual pel ministeri parroquial al Seminari Friedberg el 1934, però llavors, en el tardor, va començar a ensenyar a la Universitat de Giessen, prop de Frankfurt. En aquesta època, Schlink també era actiu en el moviment Bekennende Kirche (Església Confessant) i, de la mateixa forma que Karl Barth, va criticar públicament els líders eclesiàstics que permetien idees religioses paganes nazis en l'església. Com a resultat, va ser arrestat per la policia el 1934, interrogat i alliberat, però el govern es va negar a permetre-li ensenyar en la universitat. Durant alguns anys, ell va ensenyar en l'Escola Teològica Betel, fins que aquesta anés tancada pels nazis, i llavors ell va servir com pastor en congregacions fins a la fi de la Segona Guerra Mundial el 1945.
Durant aquells anys de guerra sota opressió nazi, Schlink va començar a veure clarament l'acció del Crist ressuscitat en les vides dels cristians fidels en diverses esglésies que no la seva. Aquesta percepció transformadora va romandre central en el seu treball subsegüent. Després de la guerra, ell va ser nomenat per a la Facultat Teològica de la Universitat de Heidelberg, on va ensenyar sistemàtica, amb interès especial en assumptes ecumènics. Allà, ell va crear l'Institut Ecumènic, el primer en una universitat alemanya. A la seva convocatòria, la universitat va convocar el primer professor de Religions i Missions Mundials. Ell va ser editor de nous periòdics teològics, tals com Ecumenical Review i Kerygma und Dogma.

## LaDogmàtica Ecumènica
D'aquesta obra va venir, a diverses etapes, una llarga llista d'articles i llibres. El més important és el seu Ökumenische Dogmatik (1983, segona edició 1997). Una obra única, presenta les reflexions erudites de Schlink sobre dogmàtica cristià en un format sistemàtic clar, amb considerable sensibilitat pels ensenyaments comuns a les esglésies ortodoxa oriental, catòlica romana i protestants, i mostra un camí a seguir en la manifestació de la unitat de l'Església a través del «mutu reconeixement». En l'ÖD, ell declara repetidament: «totes les esglésies ensenyen...». Aquest tipus de dogmàtica és nou. Va sorgir de la seva experiència al temps de la guerra, de Crist en altres cristians i en diverses esglésies, i de dècades de diàleg dintre del Consell Mundial d'Esglésies i amb representants de les esglésies catòlica romana i ortodoxa oriental.
Schlink també va publicar una novel·la, Die Vision des Papstes (1975, «La visió del papa»), sobre l'experiència personal d'un fictici papa catòlic romà modern el qual viu un aprofundiment de la seva fe i un canvi de la seva comprensió de l'església i del seu ministeri.

## Obres

### En anglès
- The Victor Speaks (1958)
- Theology of the Lutheran Confessions (1961)
- The Coming Christ and the Coming Church (1967)
- After the Council (1968)
- The Doctrine of Baptism (1972)
- The Vision of the Pope (2001)

### En castellà
- La visión del papa (1996). ISBN 978-84-301-1307-1